# 아슈토쉬 라나

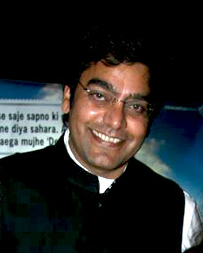

아슈토쉬 라나(Ashutosh Rana, 1967년 11월 10일 ~ )는 인도의 배우, 진행자, 텔레비전 배우이다.
가다르와라에서 태어났다.

## 영화
- 험프티 샤르마 키 둘하니아 (2014년)
- 메틀 (2013년) - 바가 역
- 하실 (2003년) - 가우리 쉔카 팬디 역
- 아브 케 바라스 (2002년)
- 클라우드 (2000년) - 자이 싱 라나 역